# Leptopelis parbocagii
Leptopelis parbocagii es una especie de anfibios de la familia Arthroleptidae.
Habita en Angola, República Democrática del Congo, Malaui, Mozambique, Tanzania y Zambia.
Su hábitat natural incluye sabanas húmedas, praderas húmedas o inundadas en algunas estaciones, marismas de agua fresca, tierra arable y tierras de pastos.